# Variancia
A variancia avagy szórásnégyzet a valószínűségszámításban egy valószínűségi változó eloszlását jellemző szóródási mérőszám.
A szórásnégyzet megmutatja, hogy egy valószínűségi változó milyen mértékben szóródik a várható érték (középérték) körül. A szórásnégyzet a valószínűségi változó második centrális momentuma, gyakran használják ezt a paramétert a sokféle eloszlás megkülönböztetésére, valamint elméleti számításoknál.
A szórást és az abszolút eltérést egyaránt használják eloszlások jellemzésére. A szórás jobban jellemző, mint az abszolút eltérés, valamint együtt a szórásnégyzettel és a kovarianciával alkalmazzák az elméleti statisztikában. Az abszolút eltérés robusztusabb és kevésbé érzékeny a nagy eltérésekre, melyek mérési anomáliákból származnak.
A szórásnégyzet a valószínűségi változó változásainak a mértéke, tekintetbe véve az összes lehetséges értéket és annak valószínűségeit.

## Definíció
Ha egy X valószínűségi változó várható értéke (középértéke) μ = E[X], akkor az X szórásnégyzete az X saját magával vett kovarianciája:
{\displaystyle {\begin{aligned}\operatorname {Var} (X)&=\operatorname {Cov} (X,X)\\&=\operatorname {E} \left[(X-\mu )(X-\mu )\right]\\&=\operatorname {E} \left[(X-\mu )^{2}\right].\end{aligned}}}
Azaz a szórásnégyzet a változó és a várható értéke közötti különbség négyzetének várható értéke.
A kovariancia megfelelő kifejezéséből kiterjesztve:
{\displaystyle {\begin{aligned}\operatorname {Var} (X)&=\operatorname {Cov} (X,X)\\&=\operatorname {E} \left[XX\right]-\operatorname {E} [X]\operatorname {E} [X]\\&=\operatorname {E} \left[X^{2}\right]-(\operatorname {E} [X])^{2}.\end{aligned}}}
A leggyakrabban használt levezetés a várható értékből:
{\displaystyle {\begin{aligned}\operatorname {Var} (X)&=\operatorname {E} (X^{2}-2\,X\,\operatorname {E} (X)+(\operatorname {E} (X))^{2})\\&=\operatorname {E} (X^{2})-2(\operatorname {E} (X))^{2}+(\operatorname {E} (X))^{2}\\&=\operatorname {E} (X^{2})-(\operatorname {E} (X))^{2}.\end{aligned}}}

## Példa
Tekintsünk egy hatoldalú szabályos dobókockát.
A dobás után a várható érték:
{\displaystyle {\frac {1}{6}}(1+2+3+4+5+6)=3.5.}
A várható abszolút eltérés (az azonosan valószínű abszolút eltérések várható értéke a középértéktől):
{\displaystyle {\frac {1}{6}}(|1-3.5|+|2-3.5|+|3-3.5|+|4-3.5|+|5-3.5|+|6-3.5|)={\frac {1}{6}}(2.5+1.5+0.5+0.5+1.5+2.5)=1.5.}
A várható négyzetes eltérés, a szórásnégyzet:
{\displaystyle {\frac {1}{6}}(2.5^{2}+1.5^{2}+0.5^{2}+0.5^{2}+1.5^{2}+2.5^{2})=17.5/6\approx 2.9.}

## Folytonos valószínűségi változó esete
Ha X egy folytonos valószínűségi változó f(x) sűrűségfüggvénnyel, akkor a szórásnégyzet egyenlő a második centrális momentummal:
{\displaystyle \operatorname {Var} (X)=\sigma ^{2}=\int (x-\mu )^{2}\,f(x)\,dx\,=\int x^{2}\,f(x)\,dx\,-\mu ^{2}}
ahol {\displaystyle \mu }, a várható érték,
{\displaystyle \mu =\int x\,f(x)\,dx\,}
Az integrál határozott integrál.
Ha a folytonos eloszlásnak nincs várható értéke, mint a Cauchy-eloszlás esetében, akkor szórásnégyzete sincs. Több más eloszlásnak sincs szórásnégyzete, ha nem létezik várható értéke.

## Diszkrét valószínűségi változó esete
Ha X egy diszkrét valószínűségi változó, {\displaystyle x_{1}\mapsto p_{1},x_{2}\mapsto p_{2},\ldots ,x_{n}\mapsto p_{n}} tömegfüggvénnyel, akkor
{\displaystyle \operatorname {Var} (X)=\sum _{i=1}^{n}(p_{i}\cdot (x_{i}-\mu )^{2})=\sum _{i=1}^{n}(p_{i}\cdot x_{i}^{2})-\mu ^{2}}
ahol {\displaystyle \mu }, a várható érték:
{\displaystyle \mu =\sum _{i=1}^{n}p_{i}\cdot x_{i}} .

## Exponenciális eloszlás
Az exponenciális eloszlás {\displaystyle \lambda } paraméterrel, egy folytonos eloszlás {\displaystyle \left[0,\infty \right)} tartományban, a sűrűségfüggvénye:
{\displaystyle f(x)=\lambda e^{-\lambda x},\,}
a várható érték: {\displaystyle \mu ={\frac {1}{\lambda }}}, és így a szórásnégyzet:
{\displaystyle \int _{0}^{\infty }f(x)(x-\mu )^{2}\,dx=\int _{0}^{\infty }\lambda e^{-\lambda x}(x-\lambda ^{-1})^{2}\,dx=\lambda ^{-2}.\,}
σ2 = μ2.

## Főbb tulajdonságok
A szórásnégyzet nem lehet negatív:
{\displaystyle \operatorname {Var} (X)\geq 0.}
Egy állandó változó szórásnégyzete zéró, és ha a szórásnégyzet zéró, akkor 1 valószínűséggel állandó a változó:
{\displaystyle P(X=a)=1\Leftrightarrow \operatorname {Var} (X)=0.}
A szórásnégyzet invariáns a helyparaméter változásaira, ha egy állandót adunk hozzá a változóhoz, a szórásnégyzet nem változik:
{\displaystyle \operatorname {Var} (X+a)=\operatorname {Var} (X).}
Ha a változót megszorozzuk egy konstanssal, a szórásnégyzet a konstans négyzetével változik.
{\displaystyle \operatorname {Var} (aX)=a^{2}\operatorname {Var} (X).}